# Highland Lake (Alabama)
Highland Lake es un pueblo ubicado en el condado de Blount en el estado estadounidense de Alabama. En el censo de 2000, su población era de 408.

## Demografía
En el 2000 la renta per cápita promedia del hogar era de $ 43.229$, y el ingreso promedio para una familia era de 48.750$. El ingreso per cápita para la localidad era de 25.829$. Los hombres tenían un ingreso per cápita de 34.750$ contra 28.333$ para las mujeres.

## Geografía
Highland Lake está situado en 33°53′3″N 86°25′19″O / 33.88417, -86.42194 (33.884271, -86.422151).
Según la Oficina del Censo de los EE. UU., la ciudad tiene un área total de 1.99 millas cuadradas (5.14 km²).